# Формула Кубо
Формула Кубо представляет собой уравнение, которое выражает линейный отклик наблюдаемой величины в зависимости от нестационарного возмущения. Названа в честь Рёго Кубо, который впервые представил формулу в 1957 году.
С помощью формулы Кубо можно вычислить зарядовую и спиновую восприимчивости систем электронов как отклик на приложенные электрические и магнитные поля. Также можно рассчитать реакцию на внешние механические силы и вибрации.

## Общая формула Кубо
Рассмотрим квантовую систему, описываемую (не зависящим от времени) гамильтонианом {\displaystyle H_{0}} . Среднее значение физической величины, описываемое оператором {\displaystyle {\hat {A}}}, можно оценить как:
{\displaystyle \langle {\hat {A}}\rangle ={1 \over Z_{0}}\operatorname {Tr} \,[{\hat {\rho _{0}}}{\hat {A}}]={1 \over Z_{0}}\sum _{n}\langle n|{\hat {A}}|n\rangle e^{-\beta E_{n}}}
{\displaystyle {\hat {\rho _{0}}}=e^{-\beta {\hat {H}}_{0}}=\sum _{n}|n\rangle \langle n|e^{-\beta E_{n}}}
куда {\displaystyle Z_{0}=\operatorname {Tr} \,[{\hat {\rho }}_{0}]} — статистическая сумма. Предположим теперь, что в момент времени {\displaystyle t=t_{0}} на систему начинает действовать внешнее возмущение. Это возмущение описывается дополнительной временной зависимостью гамильтониана: {\displaystyle {\hat {H}}(t)={\hat {H}}_{0}+{\hat {V}}(t)\theta (t-t_{0}),} где {\displaystyle \theta (t)} — функция Хевисайда, которая равна 1 для положительных моментов времени и 0 в противном случае и {\displaystyle {\hat {V}}(t)} — эрмитово и определено для всех t, таким образом, что для положительного {\displaystyle t-t_{0}}, {\displaystyle {\hat {H}}(t)} обладает полным набор действительных собственных значений {\displaystyle E_{n}(t)\,,} но эти собственные значения могут изменяться со временем.
Однако теперь снова можно найти временную эволюцию матрицы плотности {\displaystyle {\hat {\rho }}(t)} из правой части выражения для статистической суммы {\displaystyle Z(t)=\operatorname {Tr} \,[{\hat {\rho }}(t)],} и оценить математическое ожидание как{\displaystyle \langle {\hat {A}}\rangle =\operatorname {Tr} \,[\rho (t)\,{\hat {A}}]/\operatorname {Tr} \,[{\hat {\rho }}(t)].}
 Временная зависимость состояний {\displaystyle |n(t)\rangle } полностью определяется уравнением Шредингера {\displaystyle i\partial _{t}|n(t)\rangle ={\hat {H}}(t)|n(t)\rangle ,} что соответствует картине Шредингера. Но поскольку {\displaystyle {\hat {V}}(t)} рассматривается как небольшое возмущение, то удобно использовать представление картины взаимодействия, {\displaystyle |{\hat {n}}(t)\rangle ,} в низшем нетривиальном порядке. Зависимость от времени в этом представлении даётся выражением {\displaystyle |n(t)\rangle =e^{-i{\hat {H}}_{0}t}|{\hat {n}}(t)\rangle =e^{-i{\hat {H}}_{0}t}{\hat {U}}(t,t_{0})|{\hat {n}}(t_{0})\rangle ,} где по определению для всех t и {\displaystyle t_{0}}, {\displaystyle |{\hat {n}}(t_{0})\rangle =e^{i{\hat {H}}_{0}t_{0}}|n(t_{0})\rangle }
В линейном порядке в {\displaystyle {\hat {V}}(t)}, получим {\displaystyle {\hat {U}}(t,t_{0})=1-i\int _{t_{0}}^{t}dt'{\hat {V}}(t')} . Таким образом, среднее от {\displaystyle {\hat {A}}(t)} с точностью до линейного порядка по возмущению равно
{\displaystyle {\begin{array}{rcl}\langle {\hat {A}}(t)\rangle &=&\langle {\hat {A}}\rangle _{0}-i\int _{t_{0}}^{t}dt'{1 \over Z_{0}}\sum _{n}e^{-\beta E_{n}}\langle n(t_{0})|{\hat {A}}(t){\hat {V}}(t')-{\hat {V}}(t'){\hat {A}}(t)|n(t_{0})\rangle \\&=&\langle {\hat {A}}\rangle _{0}-i\int _{t_{0}}^{t}dt'\langle [{\hat {A}}(t),{\hat {V}}(t')]\rangle _{0}\end{array}}}
Угловые скобки {\displaystyle \langle \rangle _{0}} означают равновесное среднее по невозмущённому гамильтониану {\displaystyle H_{0}.} Следовательно, для первого порядка теории возмущения, среднее включает только собственные функции нулевого порядка, что обычно и происходит в теории возмущений. Это устраняет все сложности, которые в противном случае могли бы возникнуть для моментов времени {\displaystyle t>t_{0}}.
Вышеприведенное выражение верно для любых операторов. (см. также Вторичное квантование).